# Langenbrander Höhe
Die Langenbrander Höhe ist ein 723,7 m ü. NHN hoher Berg im Nordschwarzwald. Sie befindet sich auf dem Gemeindegebiet von Schömberg und ist die höchste Erhebung der Gemeinde. Sie liegt auf der Gemarkung des Schömberger Ortsteils Langenbrand, etwas mehr als einen Kilometer nordwestlich des Siedlungsgebiets. Nahe dem höchsten Punkt befindet sich seit 1998 eine Windkraftanlage, die in den 2020er-Jahren durch fünf neue Anlagen ersetzt werden soll. 500 Meter nordöstlich des höchsten Punkts des Berges befindet sich der Sender Langenbrand, ein 143 Meter hoher, weithin sichtbarer Funkturm.

## Lage und Umgebung
Die Längenbrander Höhe ist die höchste Erhebung eines Bergrückens, der sich östlich oberhalb des Enztales befindet. Im Enztal, zwei Kilometer westlich des höchsten Punkts, liegt Höfen. Nach Westen, zum 350 Meter tiefer liegenden Enztal, sowie nach Südwesten zum bei Höfen in die Enz mündenden Förtelbach, fällt der Berg recht steil ab. Der Berg stellt den westlichen Rand des Hochplateaus zwischen Enz im Westen und Nagold im Osten dar, das an dieser Stelle seine größte Höhe erreicht. Nach Südosten, zum Schömberger Ortsteil Langenbrand, der sich auf diesem Hochplateau befindet, fällt der Berg kaum merklich ab.

## Erschließung
Der Gipfelbereich ist durch verschiedene Forstwege erschlossen. Der höchste Punkt befindet sich nahe dem Waldrand der Rodungsinsel von Langenbrand. Der Sendeturm nordöstlich des höchsten Punktes ist für die Öffentlichkeit nicht zugänglich.
Nahe dem höchsten Punkt wurde im Dezember 1998 eine der ersten Windkraftanlagen Baden-Württembergs in Betrieb genommen. Diese Anlage mit einer Nennleistung von 750 KW soll durch 5 neue Anlagen mit einer Nennleitung von je 4.500 KW ersetzt werden. Die Nabenhöhe der neuen Windkraftanlagen soll 164 Meter betragen. Die neuen Windkraftanlagen befinden sich nordwestlich des höchsten Punkts in der Westflanke des Berges sowie des nordwestlich angrenzenden Gebiets Hirschgarten. Drei der fünf neuen Anlagen befinden sich dabei bereits auf der Markung von Waldrennach, einem Ortsteil von Neuenbürg im Enzkreis.